# Wilhelm Gesenius

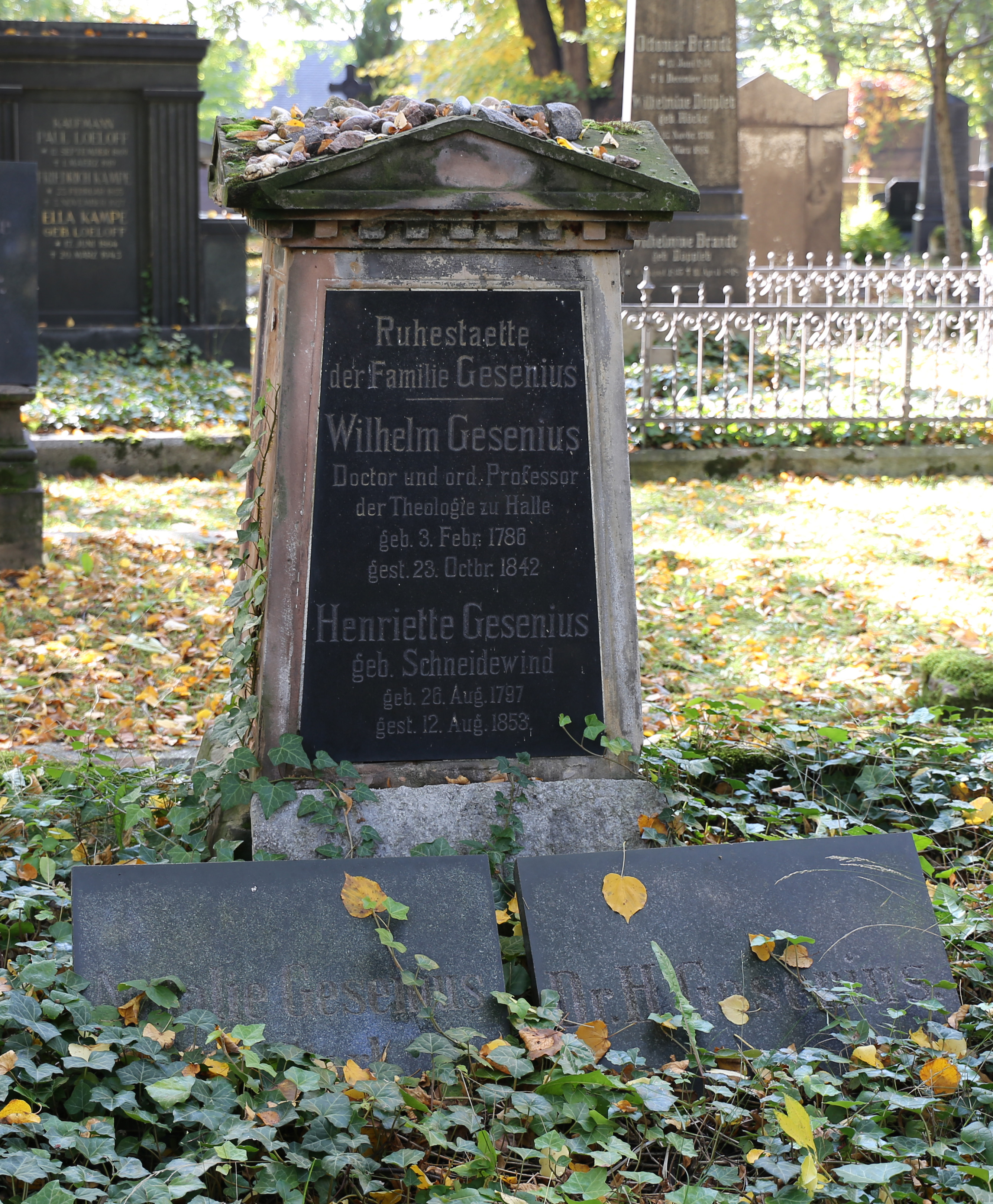
Hrob Wilhelma Gesenia na hřbitově 'Stadtgottesacker' v Halle an der Saale (autor: Vincent Eisfeld)

Heinrich Friedrich Wilhelm Gesenius (3. února 1786 – 23. října 1842) byl německý orientalista a biblický kritik.

## Život
Narodil se v Nordhausenu. V roce 1803 se stal studentem filosofie a teologie na univerzitě v Helmstedtu, kde Gesenia nejvíce ovlivnil učitel Heinrich Henke. Dostudoval však na univerzitě v Göttingenu, kde se také stal docentem. Učil přes třicet let (krom přestávky 1813–14). Stal se nejslavnějším učitelem hebrejštiny a starého zákona. Zemřel v Halle.
Gesenius velmi přispěl k uvolnění semitské filologie z pout teologických a religionistických předpokladů a nastolil tak přísně vědeckou a komparativní metodu.

## Díla
Z jeho mnoha děl, jsou dodnes využívána zejména následující dvě: Hebräisches und Aramäisches Handwörterbuch (1812 a další redakce), Hebräische Grammatik (1813). Obě díla jsou dodnes v poupravené podobě vydávána. Další díla se krom hebrejské filologie týkala také teologie (komentář ke knize Izajáš aj.).
- Versuch über die maltesische Sprache. (1810)
- Hebräisches Elementarbuch. (1813 / 1814 / 1824)
- Geschichte der hebräischen Sprache. (1815)
- Ausführliches grammatisch-kritisches Lehrgebäude der hebräischen Sprache. Mit Vergleichung der verwandten Dialekte. (1817)
- Paläolographische Studien über phönizische und punische Schrift. (1835)